# Kuopio landskommun
Kuopio landskommun (finska: Kuopion maalaiskunta) var en landskommun i landskapet Norra Savolax i Östra Finlands län.
Ytan (landsareal) hade 1216,9 km² och 16.972 människor med ett befolkningstäthet av 13,9 km² (1908-12-31).
Kuopio landskommun var enspråkigt finskt och blev del av Kuopio stad (huvuddelen) och Siilinjärvi 1 januari 1969.